# فرانسوا الحاج
فرانسوا الحاج(28 يوليو 1953 - 12 ديسمبر 2007 )، عسكري لبناني ومدير العمليات في قيادة الجيش اللبناني. يعتبر من كبار ضباط الجيش الذين أشرفوا بطريقة مباشرة على معارك مخيم نهر البارد التي دامت لمدة ثلاثه شهور. وكان من أبرز المرشحين لتولي قيادة الجيش خلفًا لقائد الجيش العماد ميشال سليمان في حال انتخابه رئيسًا للجمهورية.

## حياتة الأسرية
متزوج من لودي أندراوس، ولديهما 3 أبناء (ولد وابنتان).

## السيرة العسكرية
- قائداً للكتيبة 43 اعتباراً من 24/2/1984 ولغاية 4/3/1984
- قائداً للكتيبة 51 اعتباراً من 5/2/1986 ولغاية 9/8/1992
- قائداً لفوج التدخل الثالث اعتباراً من 10/8/1992 ولغاية 29/1/1996
- قائداً لفوج المغاوير اعتباراً من 29/1/1996 ولغاية 22/7/1999
- مساعداً لقائد اللواء المشاة الثاني عشر اعتباراً 6/7/2000 ولغاية 29/11/2001
- مديراً للاستعلام في أركان الجيش للعمليات اعتباراً من 29/11/2001 ولغاية 25/2/2002
- مديراً للعمليات في أركان الجيش للعمليات اعتباراً من 25/2/2002 ولغاية تاريخ اغتياله[3]

### ترقياته
تطوع في الجيش بصفة تلميذ ضابط في المدرسة الحربية اعتباراً من 13/11/1972 ورقي لرتبة ملازم بتاريخ 1/8/1975، حيث تدرج بالترقية حتى رتبة عميد ركن بتاريخ 1/1/2002 ورتبة لواء ركن بعد الاستشهاد

### الأوسمة
- وسام الحرب أربع مرات
- وسام الجرحى مرة واحدة
- وسام الأرز الوطني من رتبة فارس
- وسام الاستحقاق اللبناني - درجة ثالثة
- وسام الوحدة الوطنية
- وسام فجر الجنوب
- وسام الاستحقاق اللبناني - درجة ثانية
- وسام التقدير العسكري من الدرجة الفضية
- وسام الأرز الوطني من رتبة ضابط
- وسام الاستحقاق اللبناني من الدرجة الأولى
- الميدالية التذكارية للمؤتمرات عام 2002
- وسام الإخلاص من الدرجة الممتازة
- وسام الفخر العسكري من الدرجة الفضية
- وسام الحرب بعد الاستشهاد
- وسام الجرحى بعد الاستشهاد
- وسام الأرز الوطني من رتبة كومندور
- تنويه العماد قائد الجيش 10 مرات، وتهنئته 24 مرة[3]

## وفاته
اغتيل مع مرافقه في 12 ديسمبر 2007 في انفجار ضخم في منطقة بعبدا.